# Северка (станция)
Се́верка — железнодорожная станция Свердловской железной дороги. Находится на 1794 км главного хода Транссиба, в 30 километрах к западу от железнодорожной станции Екатеринбург, в посёлке Северка. Посёлок входит в черту города Екатеринбурга.

## История
В начале XX века возле посёлка Северка, у подножия горы Медвежка был создан разъезд № 73 (по счёту от Перми) линии Пермь-Кунгур-Екатеринбург, полностью введённой в эксплуатацию в 1909 году. К созданному в 1926 году камне-щебёночному заводу, где добывался щебень преимущественно для нужд железной дороги, также провели колею. С 1950 года на разъезде располагается также производственная база и жилой фонд строительно-монтажного поезда СМП-278 Свердловской железной дороги. В 1962—1964 годах с другой стороны железнодорожных путей был построен новый камне-щебёночный карьер, взамен выработанного. Одновременно со строительством карьера были построены здание вокзала, другие здания и заводской тупик.
Разъезд преобразован в станцию.